# 沧源臭蛙
沧源臭蛙（学名：Odorrana cangyuanensis）一种于中华人民共和国云南省沧源佤族自治县发现的两栖动物，隶属于蛙科臭蛙属。

## 形态特征
沧源臭蛙雄蛙体长62～69毫米。身体背部呈棕色或黑棕色，具有棕黑色的扁平瘰粒；体侧有较大的不规则花班；四肢背面具棕色横纹；腹面皮肤光滑，为乳黄色，有稀疏的棕黑色斑点，咽喉部、胸部有灰棕色云状斑纹。